# Evangelisch-reformierte Kirche Stapelage

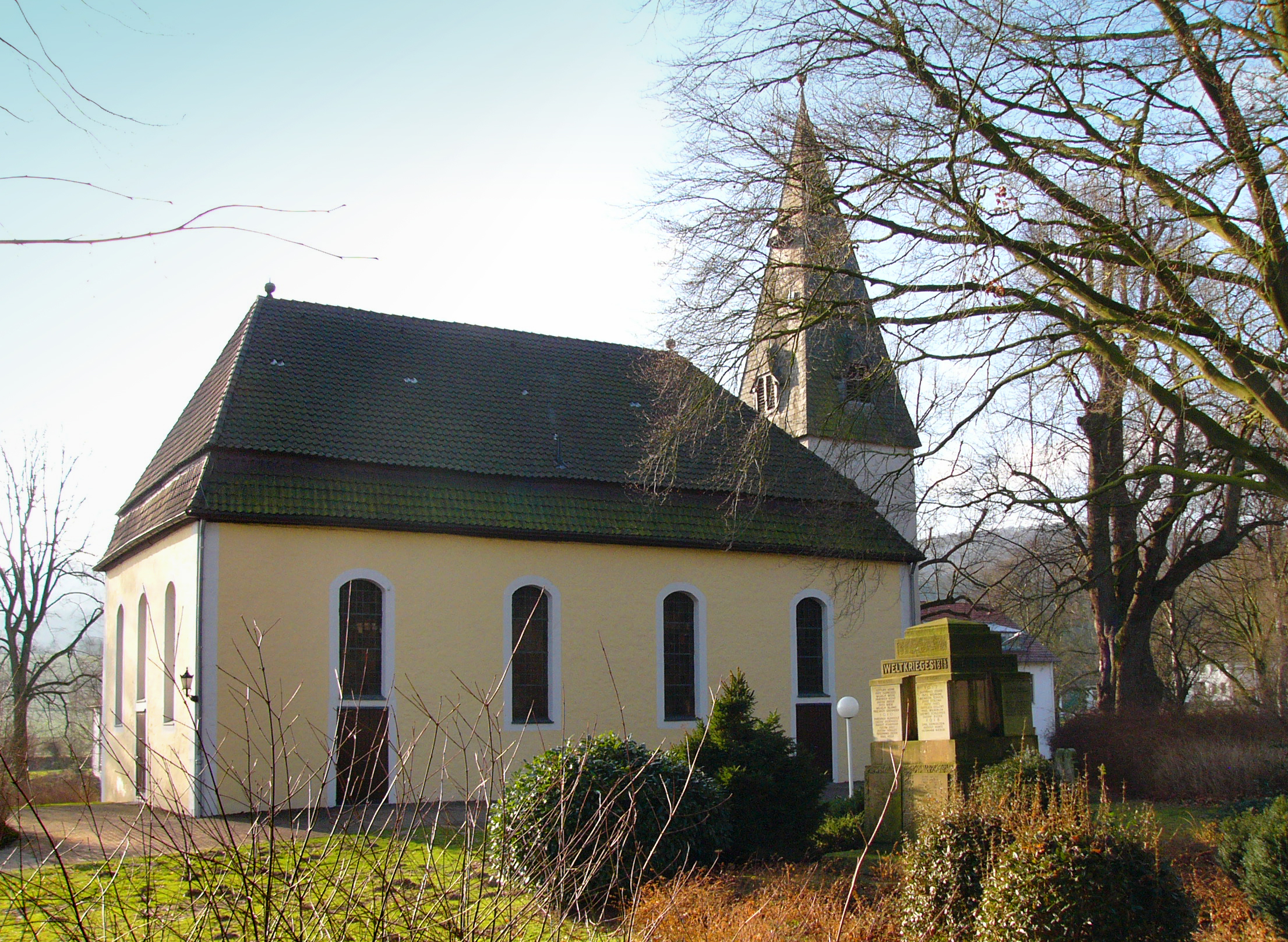
Ev.-ref. Kirche Stapelage

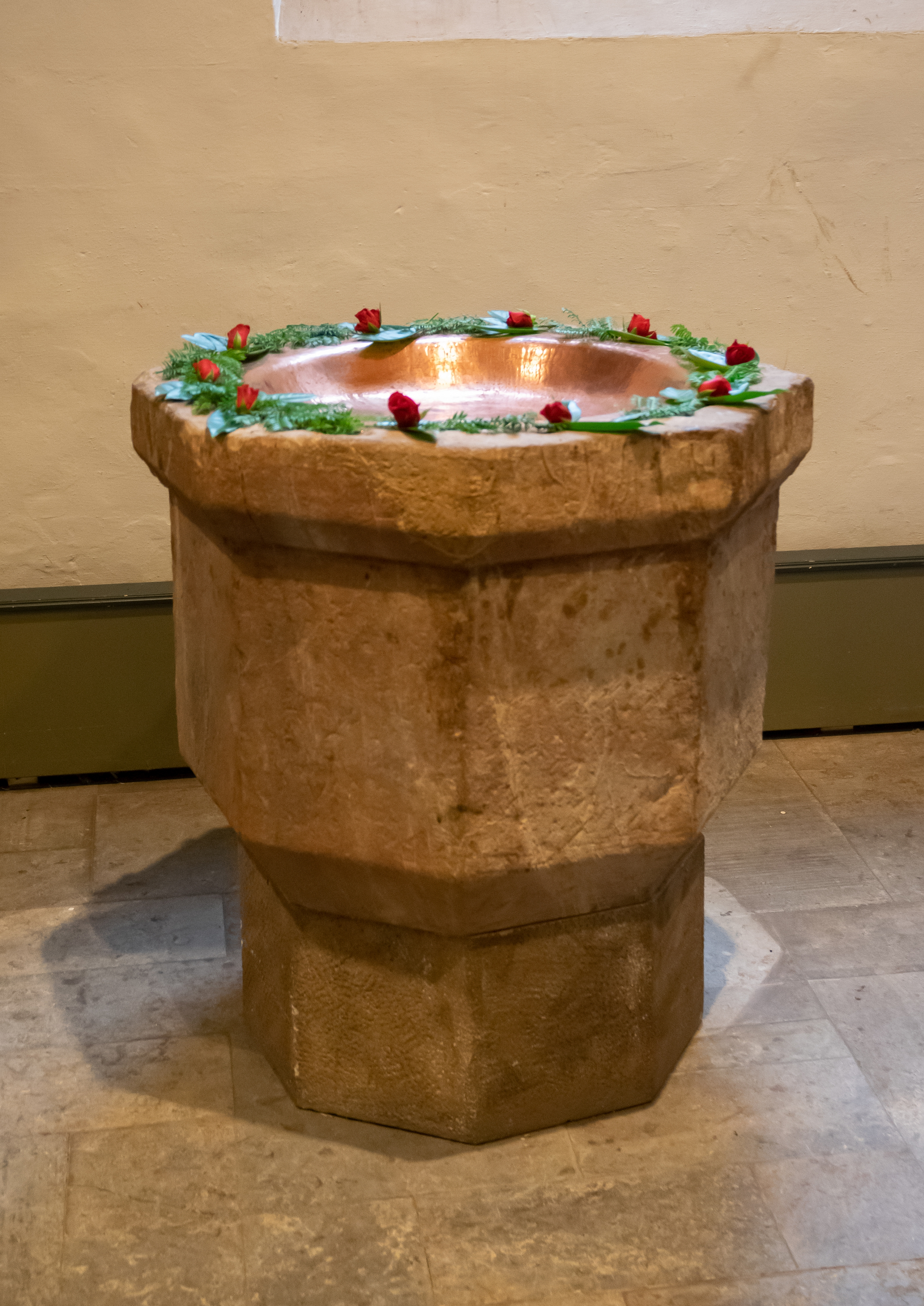
Taufstein aus dem 12. Jahrhundert

Die Evangelisch-reformierte Kirche Stapelage ist eine reformierte Pfarrkirche im gleichnamigen Ortsteil von Hörste, einem Stadtteil im lippischen Lage, Deutschland. Sie liegt an der Stapelager Schlucht, einem Übergang am Teutoburger Wald.
Die heutige Kirche ist ein rechteckiger chorloser Saalbau von 1762. Der Westturm ist noch aus dem Jahre 1100/20 erhalten. Bei Ausgrabungen konnten insgesamt fünf vorangegangene Bauten nachgewiesen werden. Die älteste noch erhaltene Anlage ist eine kleine Saalbrücke aus dem 9. oder 10. Jahrhundert. Im Inneren der Kirche ist ein Taufstein aus dem 12. Jahrhundert erhalten. 1968 wurde eine Steinmann-Orgel in die Kirche eingebracht.

## Geschichte

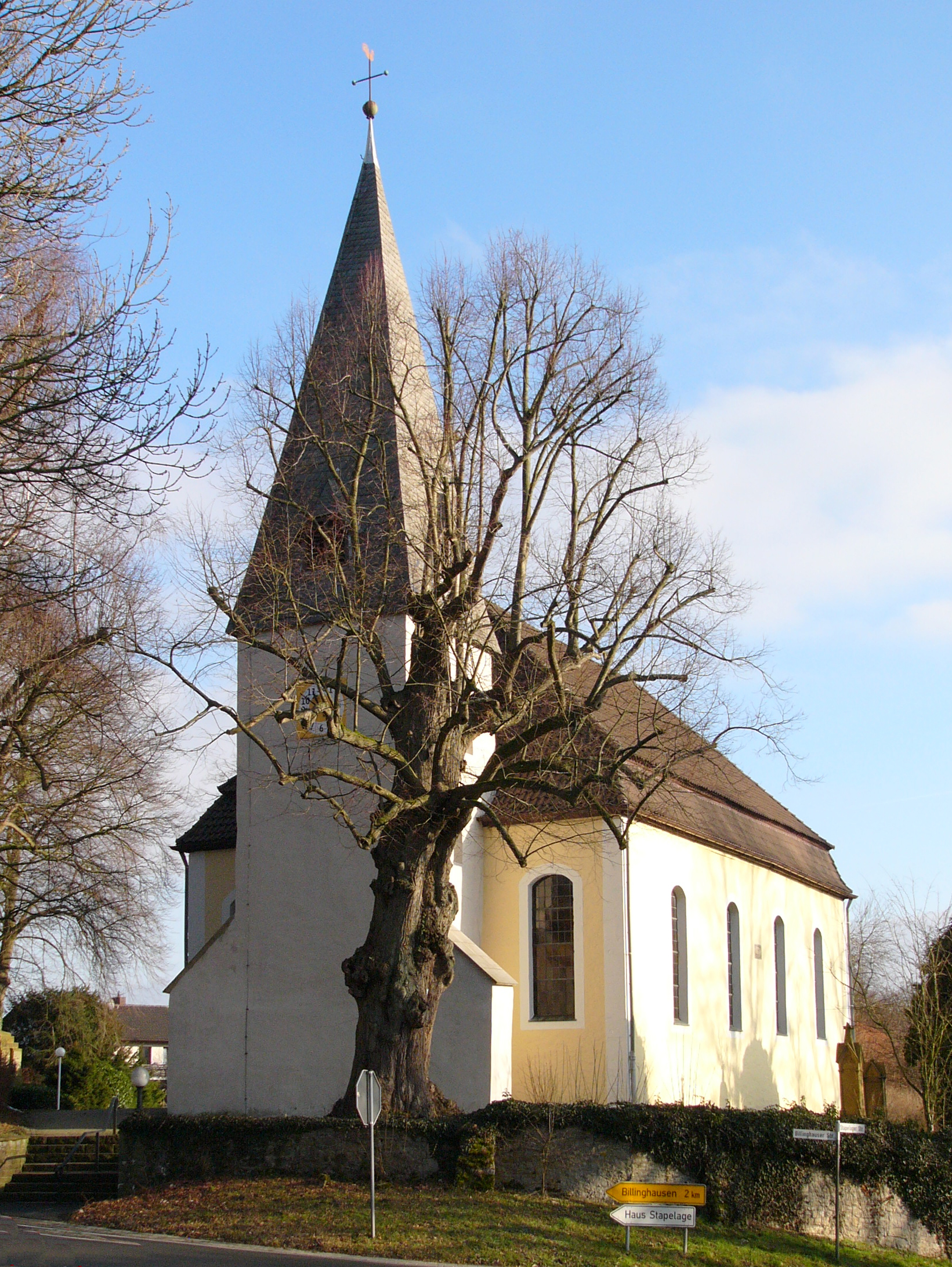
Westturm von 1100/20 und Saalbau von 1762

Die erste urkundliche Erwähnung der Kirche und des Gutes Stapelage erfolgte 1185, als Wittekind III. von Waldeck und Schwalenberg zusammen mit seinen Brüdern Hermann, Heinrich und Volkwin die Besitzung Stapelage zur Gründung des Klosters Marienfeld schenkte. Ausführliche Grabungen des Lagenser Bürgermeisters Leopold Möller in den 1960er Jahren haben jedoch ergeben, dass es bereits in der Mitte des 8. Jahrhunderts eine Steinkirche in Stapelage gegeben hat. Es ist verzeichnet, dass die Kirche zu Ehren der Hl. Maria, Petrus und Urban geweiht war.
Heinrich I. von Schwalenberg bereute die Schenkung und nahm die Güter wieder an sich. Erzbischof Adolf von Köln konnte ihn 1194 dazu bringen, auf die Güter wieder zu verzichten. Kardinal de Monte Celio bestätigte 1196 in einem Schutzbrief für das Kloster den Besitz. Später riss Volkwin IV. von Schwalenberg, Sohn Heinrichs, die Güter an sich. Diesmal war es Erzbischof Engelbert I. von Köln, der 1221 per Urkunde den Besitz rechtmäßig an das Kloster zurückgab.
Seit der Gründung Marienfelds hatten die dortigen Mönche das Besetzungsrecht für die Pfarrstelle in Stapelage. Zunächst wurden Weltgeistliche für die Pfarrseelsorge bestellt, später übten die Mönche das Amt des Pfarrers selbst aus.

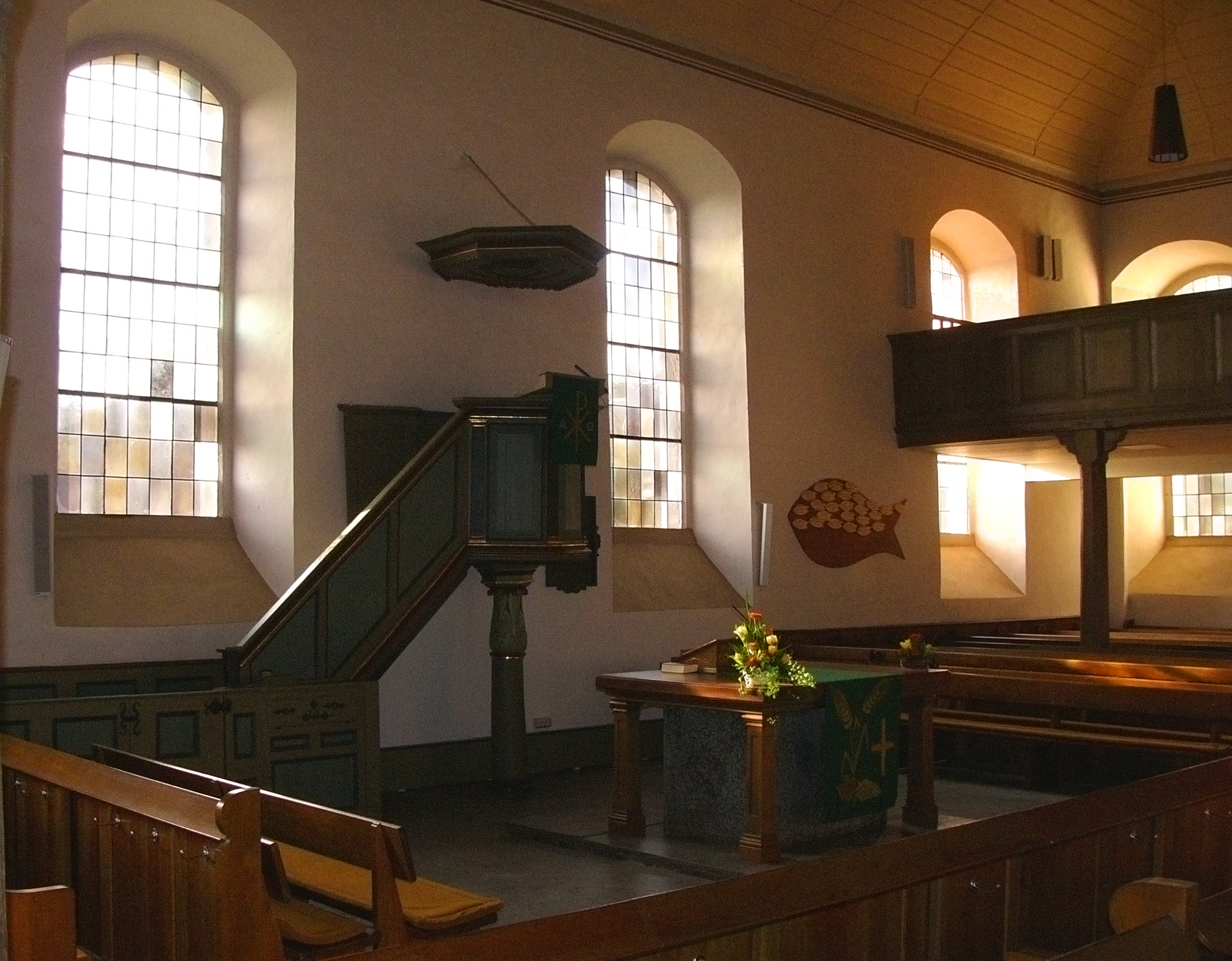
Kanzel, Altar und Teil der Orgelbühne in der Kirche

1539–42 ereilte die Reformation die Kirche in Stapelage. Die Mönche mussten die Kirche verlassen. Die Reliquien der Kirche gelangen in das Kloster Marienfeld, und Abt Johannes Stades ließ dort vier große Reliquienbehälter mit den zerstreuten Heiligtümern aus Stapelage anbringen.
Für 1678 ist ein Neubau des Pfarrhauses notiert, nachdem das alte abgebrannt war.
1762 wurde die Kirche erheblich umgebaut, und sie nahm die heutige Gestalt an. In einer Beschreibung aus dieser Zeit ist zu lesen, dass keine Inschriften aus älterer Zeit erhalten sind. Die Orgel trug die Jahreszahl 1665. Die Kirche hatte zwei Glocken. Die ältere war mit den Namen von Pastor, Kirchenvorsteher und Gießer sowie mit dem Spruch Inservio vivis et mortuis versehen und zeigte die Jahreszahl 1658. Die zweite Glocke trug die Jahreszahl 1732.
1866 wurde ein neues Pfarrhaus vollendet.
1875–1878 wurde die Kirche wiederum repariert. Man erneuerte das Dach und zog ein neues Brettergewölbe ein. Innen- und Außenwände wurden gestrichen, und die Gänge und der Chor wurden mit Platten ausgelegt.
1881 zählte die Gemeinde etwa 3.600 Seelen. Jährlich wurden 140 Kinder geboren, 78 kamen zur Konfirmation.

## Orgel

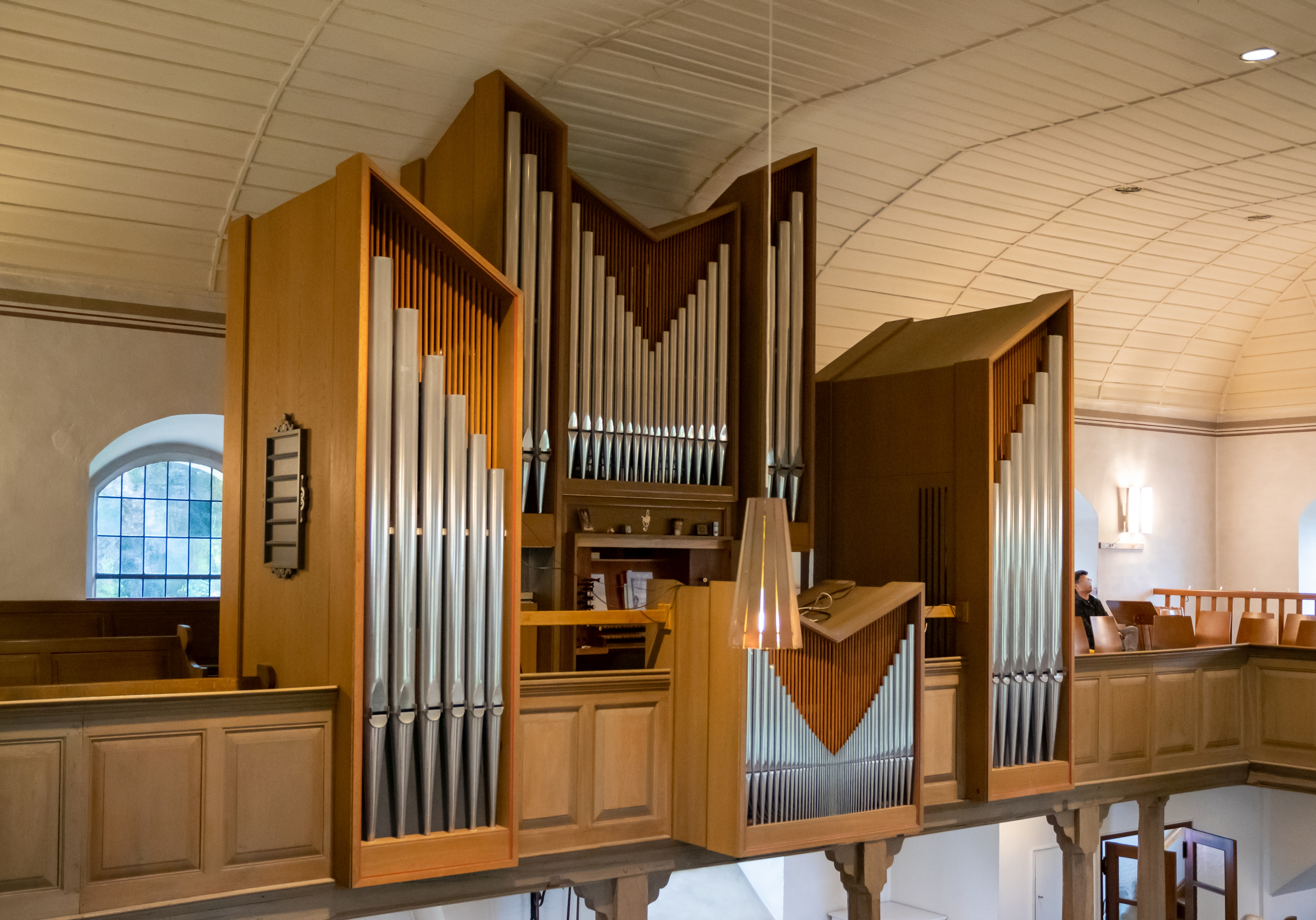
Steinmann Orgel

1968 wurde in die Stapelager Kirche eine Orgel der Firma Gustav Steinmann, Vlotho, eingebaut. Die Disposition ist wie folgt aufgebaut:
| I Rückpositiv C– |        |  |
| Gedackt          | 8′     |  |
| Blockflöte       | 4′     |  |
| Principal        | 2′     |  |
| Quinte           | 1 ⁄3′  |  |
| Tertia           | 1 3⁄5′ |  |
| Zimbel III       |        |  |
| Regal            | 8′     |  |
| Tremulant        |        |  |

| II Hauptwerk C– |       |
| Principal       | 8′    |
| Octave          | 4′    |
| Rohrflöte       | 8′    |
| Gedackt         | 4′    |
| Nasat           | 2 ⁄3′ |
| Waldflöte       | 2′    |
| Mixtur IV       |       |
| Trompete        | 8′    |

| Pedal C–         |     |
| Subbaß           | 16′ |
| Principal        | 8′  |
| Gedackt          | 8′  |
| Rohrflöte        | 4′  |
| Rauschpfeife III |     |
| Fagott           | 16′ |

- Koppeln: Normalkoppeln.
- Spielhilfen:

In Zusammenarbeit mit dem Kirchenchor Stapelage und dem Posaunenchor Stapelage wurde 1995 die CD Musik im Kirchenjahr - Singet und spielet dem Herrn (GCG records) aufgenommen.

## Liste der Pastoren in Stapelage
a) vor der Reformation:
- 1230 Ewerwien, plebanus
- 1252 Friedericus zu Stapelage
- 1371 Bernhard Pfarrer zu Stapelage

b) nach der Reformation:
- ab 1542: Arnoldus Stapelage
- 1566–1578 Franciscus Haseritz oder Hase
- 1579–    Henricus Hase
- –1604 Johann (Christian?) Stapelage
- 1605–1609 Johann Servastes oder Skevastes
- 1609–1615 Johann Meyer
- 1627–1642 ...Bottiger oder Budiger
- 1641–1645 Hermann Obenoll oder Obernolius
- 1646–1656 Levin Theopold
- 1656–1671 Johann Hermann Stephani (der Streiter)
- 1672–1683 Ludolph Müller
- 1683–1698 Conrad Levin Schwerdtfeger oder Pollio
- 1699–1706 Conrad Wilhelm Fabricius
- 1707–1732 Johann Gerhard Mischen
- 1733–1740 Bernhard Falco Heepke oder Heypke
- 1741–1765 Johann Clüver
- 1765–1820 Simon Heinrich Wilhelm Jenin
- 1793–1828 Friedrich Wilhelm Ludwig Daniel Jenin (2. Pfarrstelle)
- 1828–1841 Friedrich Wilhelm Christoph Schönfeld
- 1832–1837 Wilhelm Heinrich Nikolaus Zeiß
- 1837–1873 Dietrich Adolf Seiff
- 1874      Vakanzvertretung durch Candidat Smend
- 1874–1908 August Meier von Krentrup
- 1909–1915 ...Menges
- 1916–1931 Otto Kramer
- 1931–1932 Vakanzvertretung durch Pastor Josephson
- 1932–1974 Martin Ellermann
- 1974–1982 Rolf Sturhahn
- 1982–1983 Pfarrvikar Martin Filitz
- 1983–1984 Vakanzvertretung durch Walter Laubsch
- 1984–1988 Manfred Eisner
- 1988      Vakanzvertretung durch Walter Laubsch
- 1988–2001 Herbert Grote
- seit 2002 Holger Teßnow